# 卡斯卡爾峰

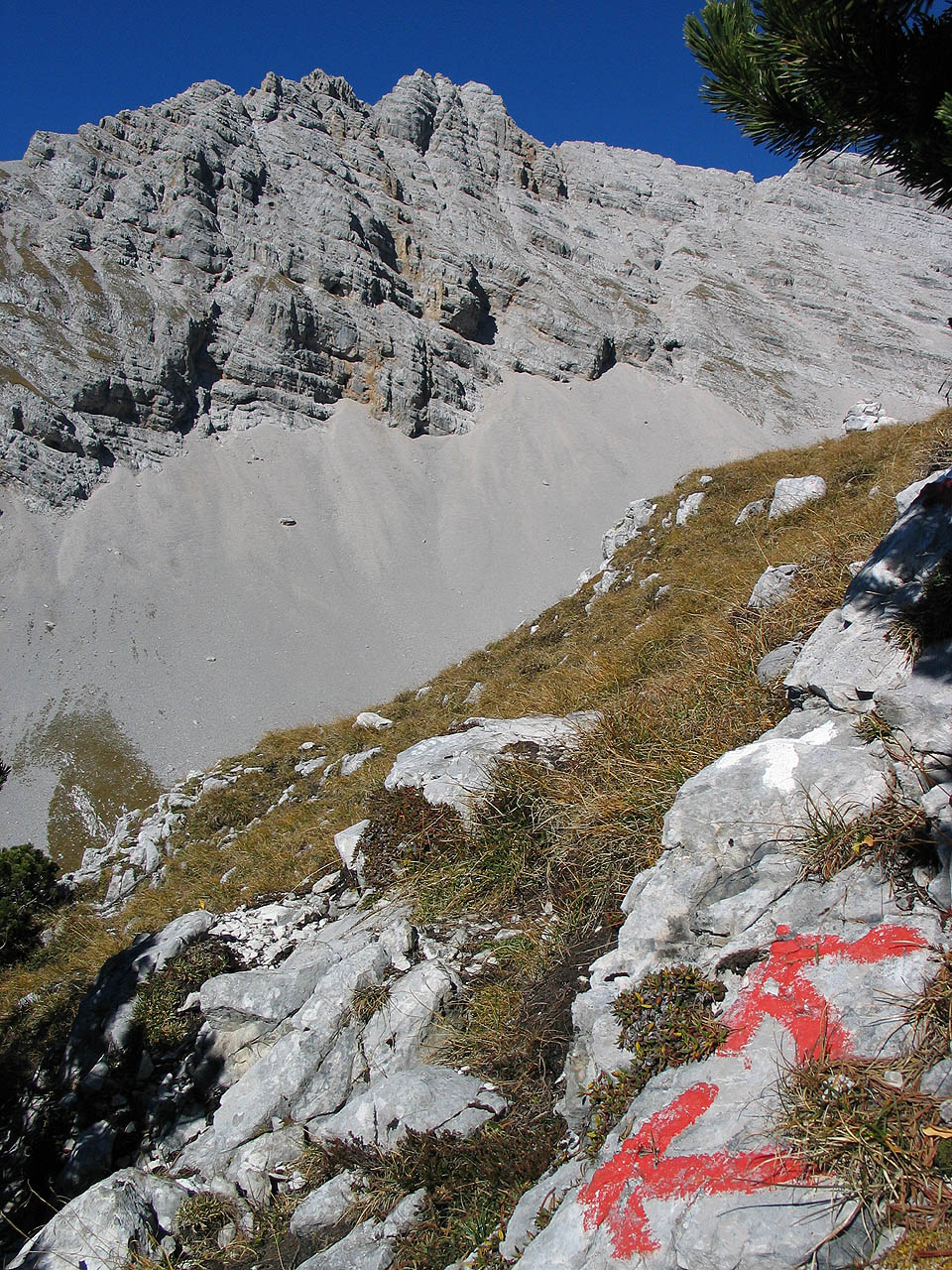

47°20′52″N 11°25′5″E / 47.34778°N 11.41806°E
卡斯卡爾峰（德語：Kaskarspitze），是奧地利的山峰，位於該國西部，由蒂羅爾州負責管轄，屬於卡爾文德爾山脈的一部分，距離東普拉克斯馬勒卡爾峰1.9公里，海拔高度2,580米，人類在1870年8月1日首次登頂。